# چاکراوزو (دمیراوزو)
چاکراوزو {{ترکی|Çakırözü) (به کردی: Cibre) یک منطقهٔ مسکونی در ترکیه است که در دمیراوزو واقع شده‌است. چاکراوزو ۱۵۴ نفر جمعیت دارد.